# Seconda battaglia de la Tannerie
La seconda battaglia de la Tannerie fu un episodio della rivoluzione haitiana.

## La battaglia
L'8 luglio 1794, i miliziani di colore e le truppe spagnole comandate dal generale Georges Biassou s'impadronirono del forte de la Tannerie che in precedenza i francesi avevano conquistato. L'azione fu breve e garantì la piena vittoria agli spagnoli.